# Зоненфельд, Йосеф Хаим

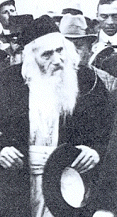
Йосеф Хаим Зоненфельд

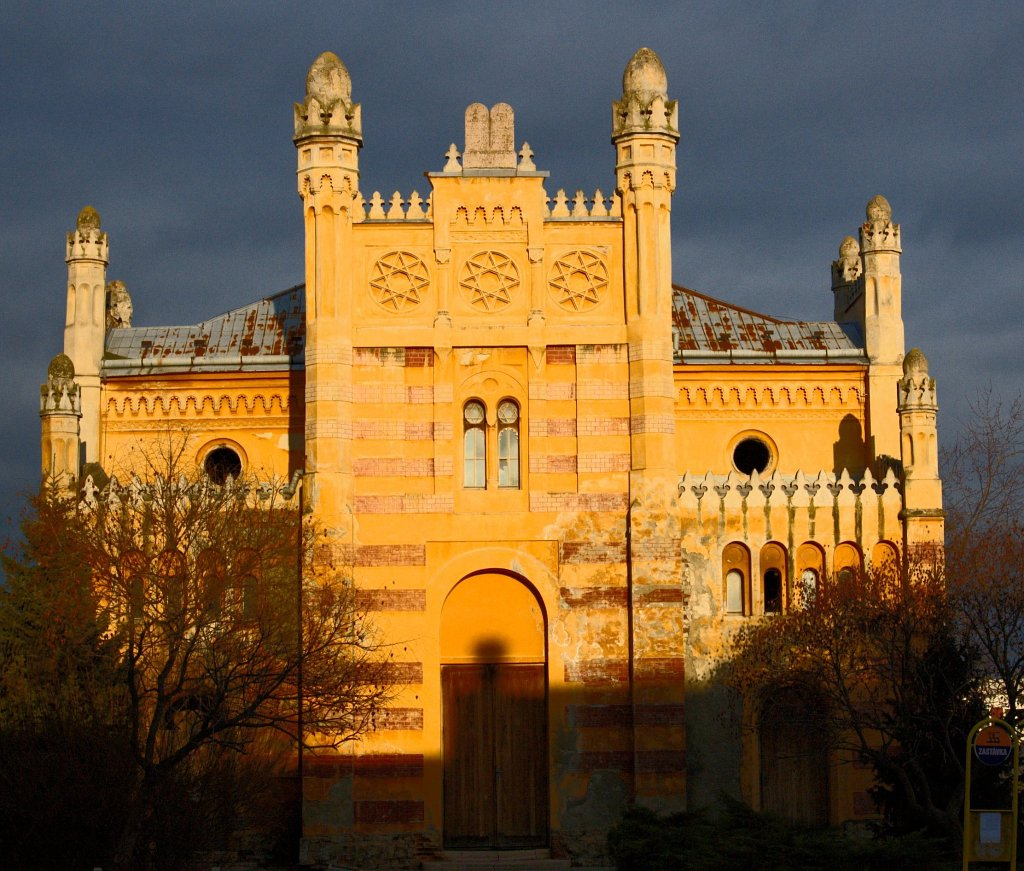
Синагога во Врбовом

Йосеф Хаим Зоненфельд (1 декабря 1848, Врбау — 26 февраля 1932, Иерусалим) — ультраортодоксальный ашкеназский общественный деятель и раввин Иерусалима. В 1920 вместе с равом Йерухамом Дискиным основал «Эда Харедит» и стал её первым главным раввином.

## Биография

### В Австро-Венгрии
Родился в городе Врбове в Словакии у Авраама Шломо Зоненфельда. В возрасте 4 года потерял отца и его мать вышла замуж вторично и переехал в город Саниф, где окончил начальную школу в 8 лет. Отказавшись поступать в гимназию по требованию отчима, бежал из дома назад во Врбове и поступил в иешиву к р. Хаиму Цви Манхеймеру. В 16 лет с отличием окончил эту иешиву, написал свои первые «хидушей Тора» и поступил учиться в Пресбурге (ныне Братислава) к р. Аврааму Шмуэлю Биньямину Соферу, сыну Хатам Софера, где тоже проявил себя как выдающийся ученик. Через некоторое время женился на Саре, дочери Шломо Зельцера, преуспевающего торговца из городка Коберсдорф в Бургенланде, который обязался содержать своего зятя в течение 10 лет. В этом городе поступил учиться в колель рава Авраама Шаага. После того, как его тесть переехал из Коберсдорфа, остался без средств к существованию и начал зарабатывать преподаванием в хедере.

### В Иерусалиме
В 1873 году его учитель решил совершить алию в Палестину и р. Й. Х. за ним последовал в Иерусалим. В Иерусалиме стал учеником рава Ойербаха из Калиша, а в 1877 сблизился с р. Йехошуа Лейбом Дискиным, которому помог в создании приюта для сирот и возглавил раввинский суд под его председательством. Рав Зоненфельд занимал должность раввина и директора колеля Шомерей ха-хомот и был среди основателей иерусалимских районов Меа Шеарим, Батей Унгарин, Бейт Исраэль. В 1910 году после смерти Шмуэля Саланта фактически стал главным ашкеназским раввином Иерусалима. В 1913 году вместе с раввином Куком совершил поездку по новым поселениям. В 1920 году отказался признать главный раввинат и стал среди учредителей «Эда Харедит». Под его покровительством действовал Яков Исраэль де Хаан, пытавшийся заключить сепаратное соглашение с британскими и арабскими лидерами от имени «Эда Харедит», за что был убит представителями Хаганы. Несмотря на то, что взгляды раввина Зоненфельда были более крайние, чем «Агудат Исраэль», действующая в соответствии с идеологией раввина Гирша «Тора им дерех эрец» в Палестине лидер «Агуды», раввин Моше Блой подчинялся постановлениям раввина Зоненфельда и ко мнению раввина Зоненфельда прислушивались на мировых съездах «Агуды».
Рав Зоненфельд проживал в «Батей Махсе» (Дома-приюты) в Старом городе, окна которых выходят к Стене Плача, и когда покидал свой дом старался не сидеть долго в других местах. Кроме этого никогда не покидал Старый город более чем на 30 дней.

## Наследие рава Зоненфельда
После его смерти последователи разделились на 2 лагеря, более умеренные продолжили быть активистами «Агуды», а более крайние из неё вышли и создали движение «Нетурей карто». В наши дни все ещё продолжаются споры между представителями 2 лагерей, успевших ещё несколько раз расколоться, к кому были ближе взгляды Зоненфельда.

## Семья рава Зоненфельда
Рав Зоненфельд был женат два раза.
Первая жена — Сара, дочь Шломо Зельцера из Коберсдорфа (умерла в 1912 г.).
- Зять — Шмуэль Хилель Шинкер, внучка замужем за равом Нисимом Карелицем.

Вторая жена — Хейла, дочь Менделя Дайтча, которая была моложе р. Й. Х. на 20 лет (1869—1968).